# Evangélikus templom (Domony)

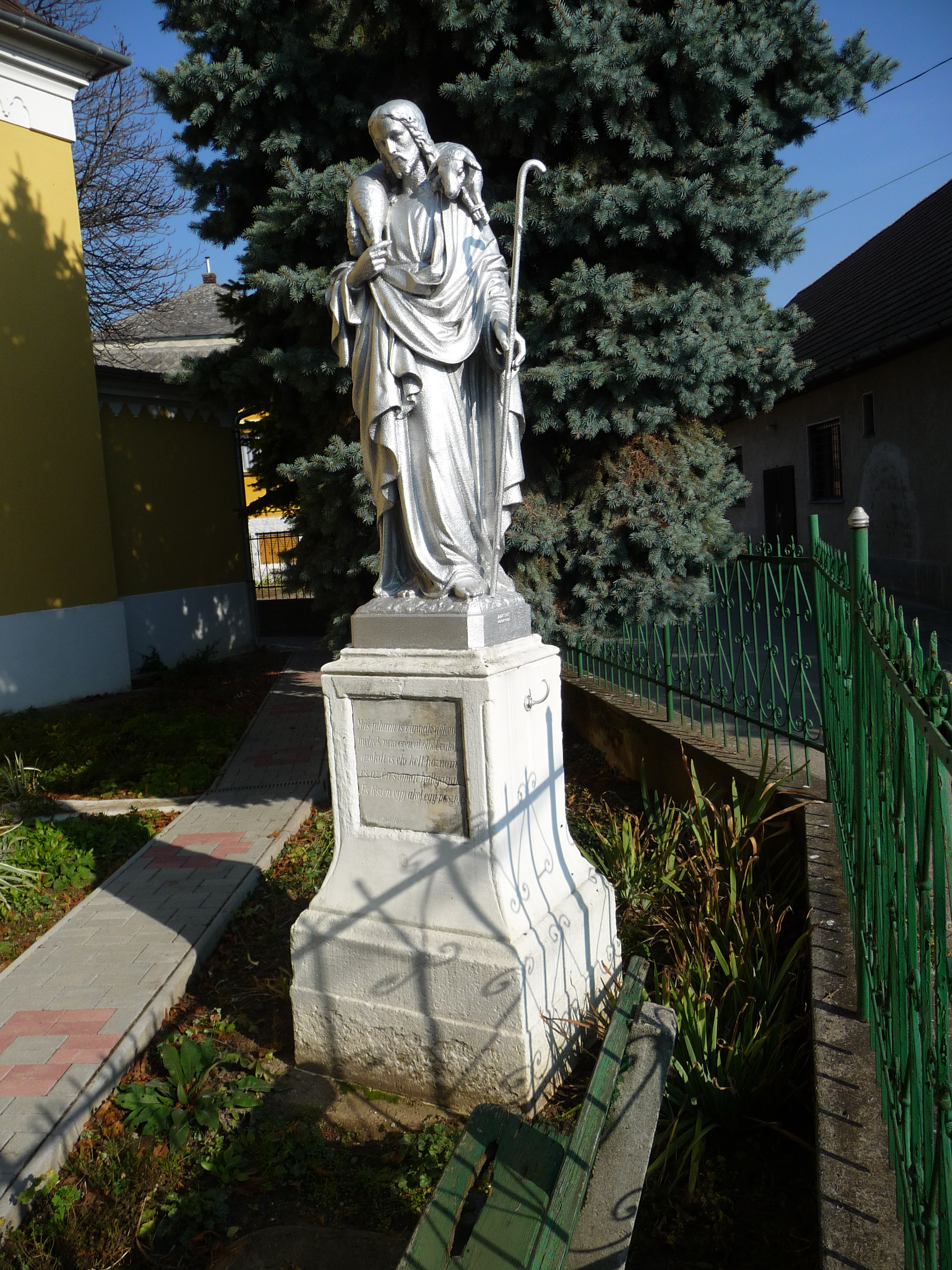
A Jó Pásztor

Domony  kereszt alakú evangélikus temploma (2182 Domony, Fő u. 117.; helyrajzi száma: 1) szinte eltorlaszolja a falu főutcáját. A templom körül a parkolás ingyenes.

## Története
Az 1777-ben felszentelt templomhoz csak 1810-ben építette tornyot, majd ezt 1848-ban magasították.  Neoromantikus stílusban átalakították 1900-ban. Ekkor készült a szélfogó és valószínűleg a sekrestye belseje is ekkor kapta ma is látható, romantikus díszítését.

## Az épület és berendezése
A szabadon álló, kereszt alaprajzú, egy homlokzati tornyos épület késő barokk stílusú. A főhomlokzat elé épített tornyot kétoldalt tört ívű oromfalak támasztják. A domborműdíszes, csúcsíves vakkeretbe helyezett, díszesen faragott ajtó fölött a falat egyenesen, majd félkörívben záródó, zsalugáteres ablak töri át. Az övpárkányt és a hajó párkányát háromkaréjos, gótizáló ívek díszítik. A torony konzolos főpárkánya alatti tükröt hasonlóan gótizáló, szemöldökgyámos ajtó vállának formáját követő motívumok zárják le. A hajó ablakainak záradéka szegmensíves, a szentély és a sekrestye egyenesen záródik. A karzat alatti tér alacsony, nyomott ívű.
Műemlék: törzsszáma 6993, KÖH azonosító száma 6997.
Az oltárképen Raffaello: Krisztus színeváltozása című alkotásának másolata látható. Berendezése (padok) copf stílusú. Az angyalszobrokkal díszített szószék késő barokk alkotás.

## Környezete
Kertjében négyszögletes talapzaton áll a Jó Pásztor ezüstszürkére lefújt szobra. A talapzaton egy, az Újszövetségből vett idézet olvasható:
„Más juhaim is vannak nékem
melyek nem ezen akolból valók,
azokat is elő kell hoznom
és az én szómat hallgatják
És lészen egy pásztor
János 10.- 16.-”
Az épület falán tábla örökíti meg az I. világháborúban elesettek emlékét.